# Chiesa di Santa Silvia
La chiesa di Santa Silvia è un luogo di culto cattolico di Roma, situato nel quartiere Portuense, in viale Giuseppe Sirtori; è sede dell'omonima parrocchia, retta dal clero diocesano di Roma.

## Storia
Essa fu costruita fra il 1966 ed il 1968 su progetti dell'architetto Francesco Fornari. Nella primavera del 1968 fu aperta al culto e consacrata da monsignor Filippo Pocci, vescovo ausiliare di Roma. Il 21 giugno 1974 la chiesa è visitata da papa Paolo VI; lo farà poi anche papa Giovanni Paolo II il 18 febbraio 1990.
La chiesa è parrocchia, istituita dal cardinale vicario Clemente Micara il 23 febbraio 1959 con il decreto Ubi primum serena. Ed è inoltre sede del titolo cardinalizio di “Santa Silvia”, istituito da papa Giovanni Paolo II il 21 febbraio 2001.

## Descrizione

### Esterno

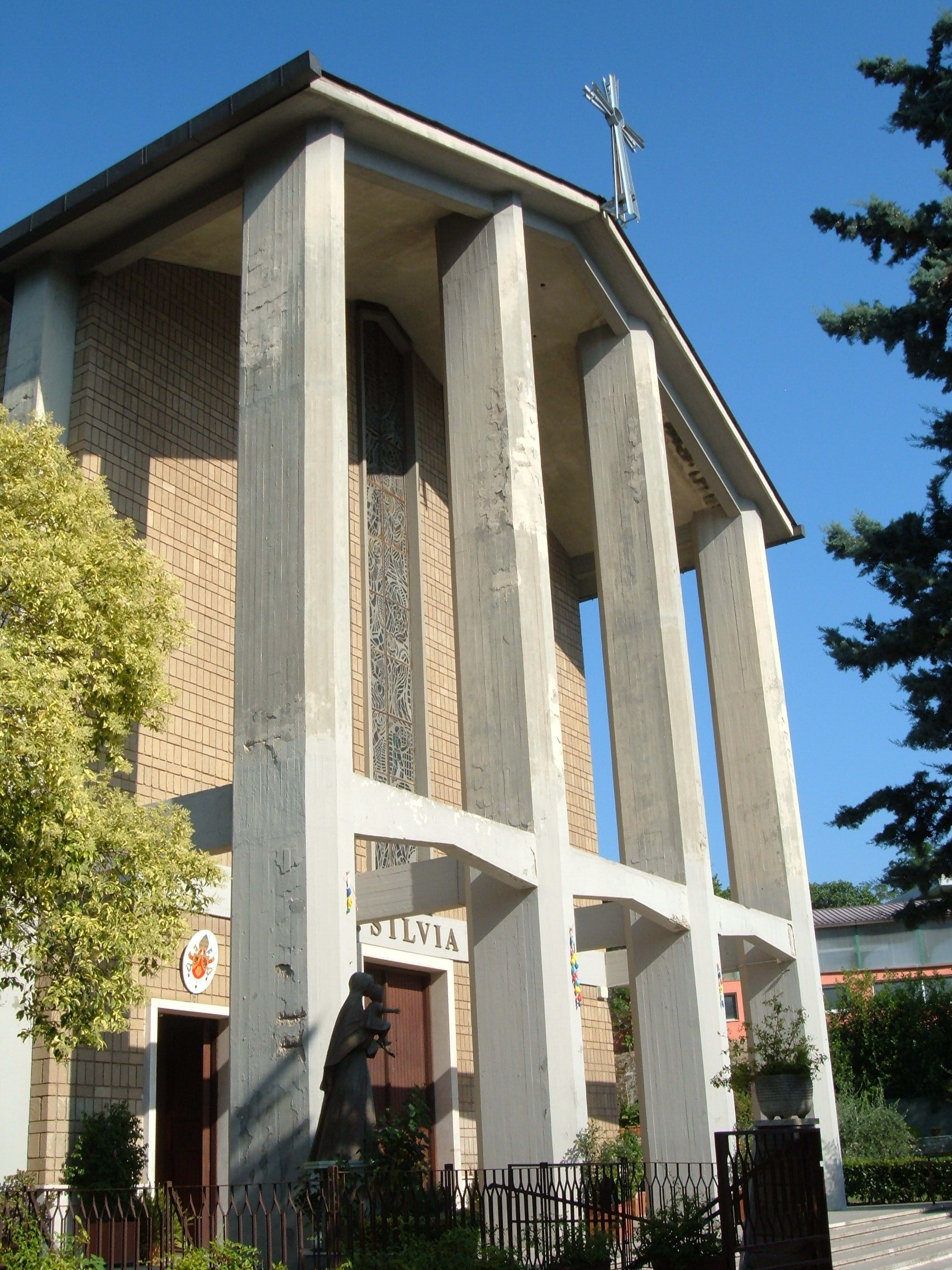
La facciata

La facciata, preceduta da un portico aperto sorretto da quattro pilastri in cemento armato e sormontata da una croce in ferro, presenta una grande vetrata centrale, realizzata da Agar Loche nel 1990, che richiama due testi evangelici: la parabola delle dieci vergini (Matteo 25,1-12) e la parabola del giudizio finale (Matteo 25,31-47). Sotto la vetrata si aprono i tre portali lignei d'accesso alla chiesa.
Nel giardino antistante la chiesa vi è una statua della Madonna collocata sopra un piedistallo marmoreo. Da una lunga rampa che costeggia il lato sinistro si accede alla cripta, situata sotto la chiesa.

### Interno

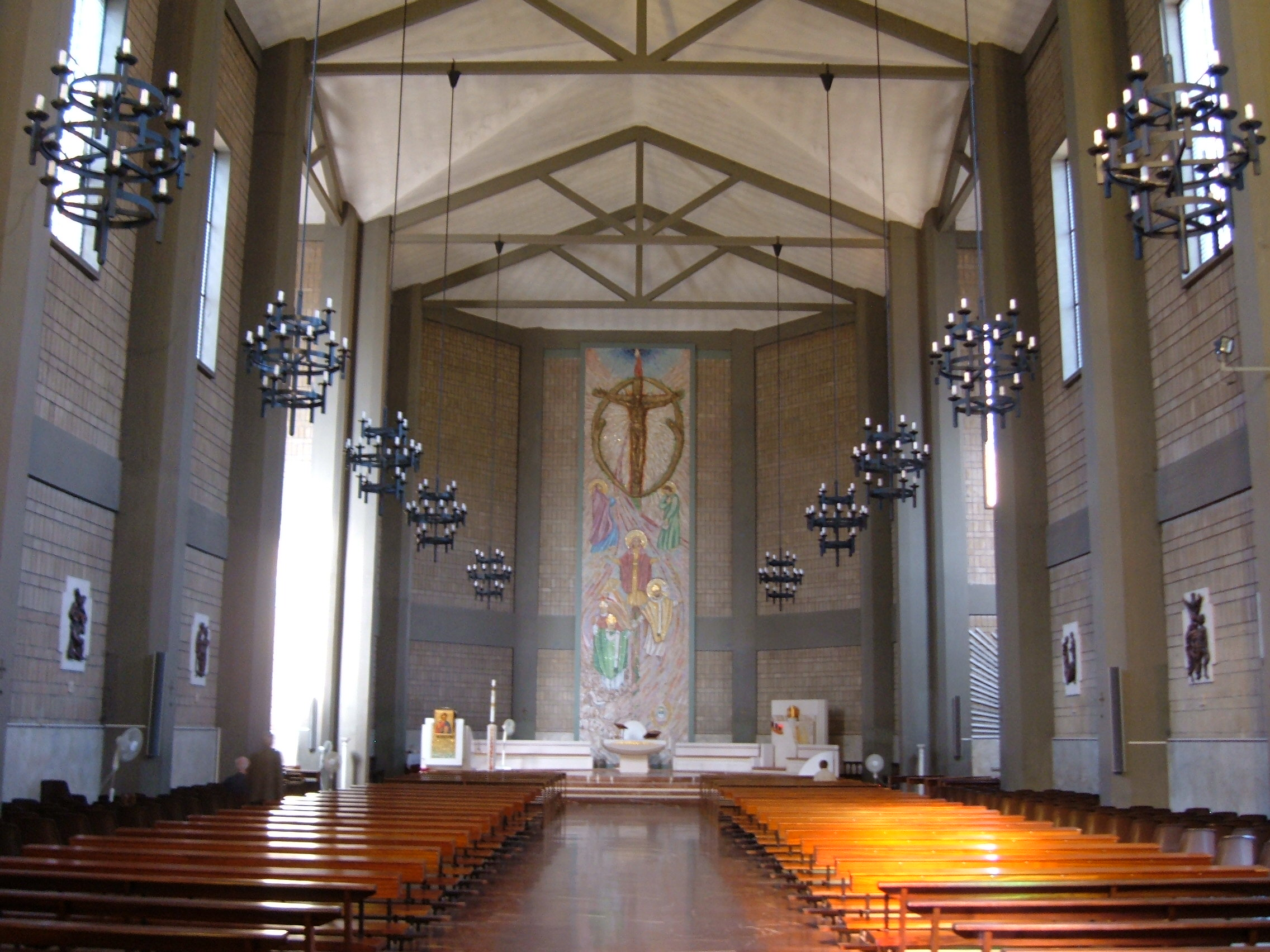
L'interno

La chiesa è a pianta a croce latina, con navata unica, transetto e abside poligonale; è caratterizzata da travi interne a vista in cemento armato.
L'abside è dominata dal mosaico, realizzato nel 2008 da Agar Loche in occasione del 40º anniversario della consacrazione della chiesa: in esso sono raffigurati in alto, ai lati del crocifisso bronzeo dello scultore Ricci (1968), Maria e l'apostolo Giovanni; nella parte centrale santa Silvia e papa Gregorio Magno; nella parte bassa i papi Giovanni XXIII, Paolo VI, Giovanni Paolo II e Benedetto XVI.
Il presbiterio, inaugurato il 28 settembre 1997, è concepito come uno spazio semicircolare con al centro, rialzato di un gradino, l'altar maggiore quadrato. Alla sua sinistra vi è l'alto ambone, con l'immagine del Cristo Pantocratore; davanti vi è il fonte battesimale. Sul lato opposto, invece, il tabernacolo.
Sotto la cantoria, nel transetto di sinistra, è presente un gruppo di statue bronzee, opera dello scultore Augusto Poderosi, raffiguranti il papa san Gregorio inginocchiato di fronte alla croce, ed alle sue spalle la madre, santa Silvia, patrona della chiesa.
In fondo alla chiesa sono poste due targhe commemorative delle visite alla chiesa dei papi Paolo VI (21 giugno 1973) e Giovanni Paolo II (18 febbraio 1990).
Sulla cantoria, nel transetto sinistro, si trova l'organo a canne Mascioni opus 1187, costruito nel 2010-2011 in sostituzione del precedente organo Buccolini-Zarantonello. L'attuale strumento è a trasmissione elettrica, e la sua consolle, mobile indipendente, è situata a pavimento nella navata ed ha due tastiere di 58 note ciascuna e pedaliera concava di 30 note.